# Радуга Live (видеоальбом)
«Радуга Live» — видеоальбом российской рок-группы «Элизиум», выпущенный на DVD лейблом «АиБ Records» как переиздание вышедшего в 2007 году одноимённого концертного альбома. Основу «Радуги Live» составляет запись выступления «Элизиума» в московском клубе «Точка», посвящённом 11-летию группы в 2006 году.
Выход DVD «Радуга Live» изначально планировался на осень 2007 года, и он мог стать первым официальным видеоальбомом «Элизиума», однако заявленный ранее релиз не состоялся. «АиБ Records» выпустил DVD «Радуга Live» 15 сентября 2008 года в комплекте с CD-версией альбома.

## История записи и выпуск
Концерт «Элизиума» в клубе «Точка» с самого начала записывался на видео, как любительская съёмка. Сделанный за оба дня выступления группы, записанный материал составил по продолжительности около шести часов, однако «Элизиум» не мог определиться сразу, как с ним поступить. После выпуска CD «Радуга Live» в мае 2007 года группа сообщила, что в него вошло 23 песни из 35-и сведённых из записи концерта в «Точке»; оставшиеся же будут включены в список композиций грядущей видеоверсии «Радуги Live» на DVD. Монтаж DVD должен был начаться также в мае и не занять много времени, а выход видеоальбома «Радуга Live», как неоднократно заявляли музыканты «Элизиума», был назначен на сентябрь 2007 года. Таким образом, предполагалось, что переиздание «Радуги Live» будет позиционироваться ещё и как первый видеоальбом группы, однако обещанный релиз DVD не состоялся в 2007 году. Первым видеоальбомом «Элизиума» стал DVD «Мир — а не война!», выпущенный лейблом 2+2=5 в апреле 2008 года, основанный уже на профессиональной записи концерта в честь 12-летия группы.
13 сентября 2008 года лейбл «АиБ Records» сообщил, что DVD «Радуга Live» готов и через два дня, 15 сентября, поступит в продажу. Видеоальбом был выпущен в диджипак-упаковке, где в дополнении к DVD также присутствовал CD «Радуга Live» 2007 года. Помимо самого формата, DVD отличался от CD-версии списком композиций: десять из присутствующих на нём песен не были включены в аудиоальбом (в свою очередь, семь треков CD «Радуга Live» отсутствуют на DVD с видеоальбомом).

## Список композиций
| №                   | Название                                                         | Длительность |
| ------------------- | ---------------------------------------------------------------- | ------------ |
| 1.                  | «Куда теряется мечта?» (Δ)                                       | 2:21         |
| 2.                  | «Алкогольная» (при уч. Дмитрий «Ватыч» Кежватов)                 | 2:46         |
| 3.                  | «Солнце» (при уч. Ксения «КсЮ» Сидорина)                         | 2:19         |
| 4.                  | «Расскажите, птицы» (Δ) (при уч. Ксения «КсЮ» Сидорина)          | 3:52         |
| 5.                  | «Оптимизм» (при уч. Андрей Шабаев)                               | 1:07         |
| 6.                  | «Острова» (Δ) (при уч. Дмитрий «Ватыч» Кежватов и Анна Куликова) | 3:43         |
| 7.                  | «Ослепительный мир» (Δ) (при уч. Владимир «Wawan» Родионов)      | 5:12         |
| 8.                  | «Радуга»                                                         | 3:02         |
| 9.                  | «В предвкушении лета» (Δ)                                        | 3:24         |
| 10.                 | «Слёзы-зеркала» (при уч. Анна Куликова)                          | 3:38         |
| 11.                 | «Как бы всё?»                                                    | 2:13         |
| 12.                 | «Волшебные деньги» (при уч. Вячеслав «Дацент» Бирюков)           | 3:47         |
| 13.                 | «Я пришёл домой»                                                 | 3:25         |
| 14.                 | «На Марс» (при уч. Владимир «Wawan» Родионов)                    | 2:02         |
| 15.                 | «Не моя любовь»                                                  | 3:20         |
| 16.                 | «Словно Будда» (при уч. Дмитрий «Судзуки» Судзиловский)          | 3:52         |
| 17.                 | «Электричка» (при уч. Дмитрий «Сид» Спирин)                      | 4:40         |
| 18.                 | «Как Гоген» (при уч. Дмитрий «Сид» Спирин)                       | 3:04         |
| 19.                 | «Эх, дороги…»                                                    | 3:52         |
| 20.                 | «Сколько стоишь ты?»                                             | 3:13         |
| 21.                 | «Моё оружие» (при уч. Вячеслав «Дацент» Бирюков)                 | 2:39         |
| 22.                 | «Саня-Таня» (Δ) (при уч. Анна Куликова)                          | 2:55         |
| 23.                 | «Наши тайны и секреты» (Δ) (при уч. Анна Куликова)               | 3:52         |
| 24.                 | «Дождь» (Δ) (при уч. Анна Куликова)                              | 2:48         |
| 25.                 | «Интересно» (при уч. Анна Куликова)                              | 3:48         |
| 26.                 | «Ослепительный мир» (Δ)                                          | 4:41         |
| Общая длительность: | Общая длительность:                                              | 85:35        |

| №                   | Название                                                | Длительность |
| ------------------- | ------------------------------------------------------- | ------------ |
| 1.                  | «Ярко горят» (Σ)                                        | 3:41         |
| 2.                  | «Море наступает» (Σ)                                    | 1:54         |
| 3.                  | «Радуга»                                                | 2:54         |
| 4.                  | «Как Гоген» (при уч. Дмитрий «Сид» Спирин)              | 3:01         |
| 5.                  | «Электричка» (при уч. Дмитрий «Сид» Спирин)             | 4:43         |
| 6.                  | «Сколько стоишь ты?»                                    | 3:13         |
| 7.                  | «Дождь» (Σ) (при уч. Ксения «КсЮ» Сидорина)             | 2:55         |
| 8.                  | «Солнце» (при уч. Ксения «КсЮ» Сидорина)                | 2:14         |
| 9.                  | «Оптимизм» (при уч. Андрей Шабаев)                      | 1:02         |
| 10.                 | «Алкогольная» (при уч. Дмитрий «Ватыч» Кежватов)        | 2:52         |
| 11.                 | «Южная» (Σ)                                             | 4:12         |
| 12.                 | «Колесо Сансары» (Σ)                                    | 3:05         |
| 13.                 | «Слёзы-зеркала» (при уч. Анна Куликова)                 | 3:37         |
| 14.                 | «Космос» (Σ) (при уч. Анна Куликова)                    | 3:21         |
| 15.                 | «Как бы всё?»                                           | 2:13         |
| 16.                 | «Волшебные деньги» (при уч. Вячеслав «Дацент» Бирюков)  | 3:46         |
| 17.                 | «Я пришёл домой»                                        | 3:21         |
| 18.                 | «На Марс» (при уч. Владимир «Wawan» Родионов)           | 1:56         |
| 19.                 | «Эх, дороги…»                                           | 3:54         |
| 20.                 | «Моё оружие» (при уч. Вячеслав «Дацент» Бирюков)        | 2:31         |
| 21.                 | «Не моя любовь»                                         | 3:15         |
| 22.                 | «Интересно» (при уч. Анна Куликова)                     | 3:51         |
| 23.                 | «Словно Будда» (при уч. Дмитрий «Судзуки» Судзиловский) | 3:52         |
| Общая длительность: | Общая длительность:                                     | 71:33        |

- (Δ) — отсутствует на CD;
- (Σ) — отсутствует на DVD.

## Участники записи
| Исполнители - Дмитрий «Дракол» Кузнецов — бас-гитара; - Александр «Пропеллер» Телехов — вокал, бэк-вокал; - Кирилл «Кира» Крылов — гитара; - Александр «Комар» Комаров — труба; - Алексей «Младшой» Кузнецов — ударные. Сессионные участники - Дмитрий «Сид» Спирин («Тараканы!») — вокал (треки 17, 18); - Ксения «КсЮ» Сидорина («Блондинка КсЮ») — вокал (треки 3, 4); - Андрей Шабаев («Приключения Электроников») — вокал (трек 5); - Дмитрий «Ватыч» Кежватов (Spitfire) — вокал (треки 2, 6); - Анна Куликова («КуБа») — вокал (треки 6, 10, 22—25); - Вячеслав «Дацент» Бирюков (Distemper) — вокал (треки 12, 21); - Владимир «Wawan» Родионов («Ульи») — акустическая гитара, вокал (треки 7, 14); - Дмитрий «Судзуки» Судзиловский («Тринадцатое Созвездие») — вокал (трек 16). | Производство - Музыка и слова — «Элизиум»; - Трек «Эх, дороги…» — музыка Анатолия Новикова, слова Льва Ошанина; - Треки «Электричка», «На Марс» — музыка и слова Владимира Родионова («Ульи»); - Трек «Саня-Таня» — музыка и слова Сергея Михалка («Ляпис Трубецкой»); - Видеомонтаж концерта — Дмитрий Судзиловский, Дмитрий «Седой» (трек «Радуга»). |